# La India en llamas
La India en llamas (título original : North West Frontier) es una película británica dirigida por J. Lee Thompson y estrenada en 1959. Fue titulada en Estados Unidos Flame over India, y en Australia Empress of India.

## Argumento
Es la India en 1905, cuando la India era una colonia británica. En una región fronteriza en el noroeste el Maharajá es asesinado por los musulmanes sublevados. Para sustraer su hijo de seis años al odio de sus enemigos, que será gritado un día a convertirse en el cabo político y religioso de centenares de miles de hindúes, es confiado a un capitán inglés, Scott, con la misión de conducir el niño con seguridad a Kalapur y de allí a Delhi. Empieza entonces para el joven príncipe heredero y los que lo acompañan, entre los cuales su madre (Lady Windham), su mayordoma americana (Catherine Wyatt), el secretario del palacio (Bridie), un fabricante de armas (Peters), el capitán inglés, un periodista (Van Leyden), un periplo peligroso a través de un país a fuego y a sangre. 
Pero el mayor peligro de muerto para el joven príncipe se encuentra al si de su escolta...

## Reparto
- Kenneth More: Capitán Scott
- Lauren Bacall: Catherine Wyatt
- Herbert Lom: Van Leyden
- Wilfrid Hyde-White: Mr. Bridie
- I. S. Johar: Gupta
- Ursula Jeans: Lady Windham
- Eugene Deckers: Peters
- Ian Hunter: Sir John Windham
- Jack Gwillim: Brigadier Ames
- Govind Raja Ross: príncipe Kishan
- Basil Hoskins: ayuda de campo
- S. M. Asgaralli : soldado indio
- S. S. Chowdhary : soldado indio
- Moultrie Kelsall : asesor británico
- Lionel Murton : asesor estadounidense
- Jaron Yalton : asesor indio
- Homi Bode : asesor indio
- Frank Olegario : Rajah
- Ronald Cardew : ayudante del coronel de Kalapur Station

## Producción
La película fue rodada en Inglaterra y en España, concretamente, en la villa de Gor en Granada. Para rodar las partes del tren se utilizó la línea entre Guadix (Granada) y Almería en el  puente metálico del Anchurón y en la estación de Iznalloz (Granada).

## Recepción
La producción cinematográfica fracasó en taquilla.

## Premios y nominaciones
- 1960: BAFTA a la mejor película
- 1960: BAFTA a la mejor película británica
- 1960: BAFTA al mejor guion por Roben Estridge